# Tour d'Allemagne 1927
Le Tour d'Allemagne 1927 est la 3e édition du Tour d'Allemagne, une course cycliste qui s'est déroulée du 3 avril au 9 octobre 1927. Contrairement aux deux éditions précédentes, il ne s'agissait pas d'un véritable tour cycliste, mais de plusieurs courses individuelles reliées entre elles, s'étalant sur toute la saison cycliste sur route et se déroulant principalement le dimanche.

## Déroulement de la course

### Liste des étapes
| Étape     | Date              | Villes étapes                  |                             | Distance (km) | Vainqueur d’étape | Leader du classement général |
| --------- | ----------------- | ------------------------------ | --------------------------- | ------------- | ----------------- | ---------------------------- |
| 1re étape | dim. 3 avril      | Berlin – Głogów                |                             | 230           | Willi Meyer       | Willi Meyer                  |
| 2e étape  | dim. 10 avril     | Głogów – Wrocław               |                             | 248           | Rudolf Wolke      | Willi Meyer                  |
| 3e étape  | lun. 18 avril     | Wrocław – Görlitz              |                             | 273           | Rudolf Wolke      | Rudolf Wolke                 |
| 4e étape  | dim. 1 mai        | Görlitz – Leipzig              |                             | 235           | Otto Gugau        | Rudolf Wolke                 |
| 5e étape  | jeu. 26 mai       | Leipzig – Bayreuth             | Contre-la-montre individuel | 243           | Josef Zind        | Rudolf Wolke                 |
| 6e étape  | dim. 5 juin       | Bayreuth – Nuremberg           |                             | 251           | Otto Gugau        | Rudolf Wolke                 |
| 7e étape  | lun. 6 juin       | Nuremberg – Munich             |                             | 280           | Bruno Wolke       | Rudolf Wolke                 |
| 8e étape  | dim. 19 juin      | Munich – Stuttgart             |                             | 295           | Richard Rösch     | Rudolf Wolke                 |
| 9e étape  | dim. 31 juillet   | Stuttgart – Mayence            |                             | 217           | Rudolf Wolke      | Rudolf Wolke                 |
| 10e étape | dim. 14 août      | Mayence – Dortmund             |                             | 310           | Karl Tschudi      | Rudolf Wolke                 |
| 11e étape | dim. 11 septembre | Dortmund – Hanovre             |                             | 258           | Richard Rösch     | Rudolf Wolke                 |
| 12e étape | dim. 18 septembre | Hanovre – Hambourg             |                             | 218           | Rudolf Wolke      | Rudolf Wolke                 |
| 13e étape | dim. 25 septembre | Hambourg – Magdebourg          |                             | 295           | Kurt Stöpel       | Rudolf Wolke                 |
| 14e étape | dim. 2 octobre    | Magdebourg – Cassel            |                             | 284           | Alfred Schmidt    | Rudolf Wolke                 |
| 15e étape | dim. 9 octobre    | Cassel – Francfort-sur-le-Main |                             | 242           | Rudolf Wolke      | Rudolf Wolke                 |

### Classement final
| Classement final | Classement final | Classement final | Classement final | Classement final     |
|                  | Coureur          | Pays             | Équipe           | Temps                |
| ---------------- | ---------------- | ---------------- | ---------------- | -------------------- |
| 1er              | Rudolf Wolke     |                  | Diamant-Leipzig  | en 133 h 33 min 38 s |
| 2e               | Erich Reim       |                  | Diamant-Chemnitz |                      |
| 3e               | Richard Rösch    |                  | Diamant-Chemnitz |                      |
| 4e               | Walter Geisdorf  |                  |                  |                      |
| 5e               | Karl Kohl        |                  |                  |                      |
| modifier         |                  |                  |                  |                      |